# Jesús Manzaneque
Jesús Manzaneque Sánchez (Campo de Criptana, España, 1 de enero de 1943) es un ex ciclista español. Su hermano mayor Fernando Manzaneque también era ciclista.

## Palmarés
1968
- Vuelta a Asturias
- 1 etapa de la Vuelta a Navarra

1969
- Vuelta a Aragón
- Trofeo Elola

1970
- Tres Días de Leganés
- GP Vizcaya

1971
- Vuelta a La Rioja

1972
- 1 etapa de la Vuelta a España

1973
- Vuelta a Portugal
- Vuelta a Aragón
- Vuelta a Asturias
- Vuelta a La Rioja
- Escalada a Montjuic
- 2 etapas de la Volta a Cataluña
- Campeón de España por Regiones

1974
- 1 etapa de la Dauphiné Libéré
- 1 etapa de la Vuelta al País Vasco
- Vuelta a La Rioja
- Trofeo Elola

1975
- 1 etapa de la Vuelta a España
- 1 etapa de la Vuelta al País Vasco

1976
- 1 etapa de la Vuelta a Andalucía